# Schneizlreuth
Schneizlreuth là một xã nằm ở huyện Berchtesgadener Land, thuộc bang Bayern của Đức.